# Škoda 30T
Škoda 30T (торгова назва: ForCity Plus) — тип трамвая, серії Škoda ForCity, що виготовлявся на заводі Škoda Transportation для трамвайної мережі Братислави, столиці Словаччини. Це двосторонній варіант типу Škoda 29T.

## Дизайн
Конструкція 30T є похідною від типу 26T, виготовленого для Мішкольца. 
Це п’ятисекційний зчленований двонаправлений трамвай із низькою підлогою на 92 % 
. 
З лівого та правого боків кузова встановлено по п'ять дверей. 
Основу кузова складають чотири двовісні візки, крайні з яких рушійними, а середні — підтримувальні 
. 
Трамвай обладнаний системою кондиціонування повітря в кабіні водія та пасажирському салоні, а також системою зовнішнього та внутрішнього відеоспостереження 
.

## Використання
| Держава             | Місто               | Роки постачання     | Кіл-сть             | Номери рухомого складу | Примітки   |          |       |
| ------------------- | ------------------- | ------------------- | ------------------- | ---------------------- | ---------- | -------- | ----- |
| Словаччина          | Братислава          | 30T0                | 2014                | 2                      | 7501, 7502 | прототип | [ 5 ] |
| Словаччина          | Братислава          | 30T1                | 2015                | 13                     | 7503–7515  |          | [ 5 ] |
| Словаччина          | Братислава          | 30T2                | 2015                | 15                     | 7516–7530  |          | [ 5 ] |
| Загальна кількість: | Загальна кількість: | Загальна кількість: | Загальна кількість: | 30                     |            |          |       |

У 2013 році Dopravný podnik Bratislava замовив 15 трамваїв на 39 мільйонів євро 
. 
Вагони мали бути поставлені до 2015 року. 
Контракт містив опцію поставки ще 15 одиниць, чим і скористався замовник 
.
Перший виготовлений трамвай 30T був доставлений до Братислави 2 листопада 2014 року. 
Він отримав номер 7501 і був представлений жителям і ЗМІ 6 листопада того ж року 
. 
У наступні місяці відбувся процес погодження та тест-драйви. 
Трамвай вперше був допущений до тестових поїздок з пасажирами 25 квітня 2015 року. 

Поставки наступних вагонів до Братислави почалися в березні 2015 року 
, 
і наприкінці квітня DPB мав у своєму розпорядженні сім трамваїв. 
. 
Останні замовлені трамваї були доставлені в листопаді згаданого 2015 року 
..